# 몽타냐르 (베트남)
몽타냐르(프랑스어: Montagnard)는 베트남 중부 고원 지방의 다양한 소수민족을 통틀어 가리키는 용어이다. 프랑스어로 "몽타냐르"(Montagnard)는 '산의 사람'이라는 뜻으로 프랑스 식민통치 시기에 유래한 말이다. 베트남어로는 "고지 민족"(베트남어: người Thượng)으로도 알려져 있으나, 이 말은 베트남 내의 다른 소수민족을 가리키는 데에도 쓰일 수 있다. 역사적으로는 데가(Degar)라는 명칭으로도 알려졌다.

## 하위 집단

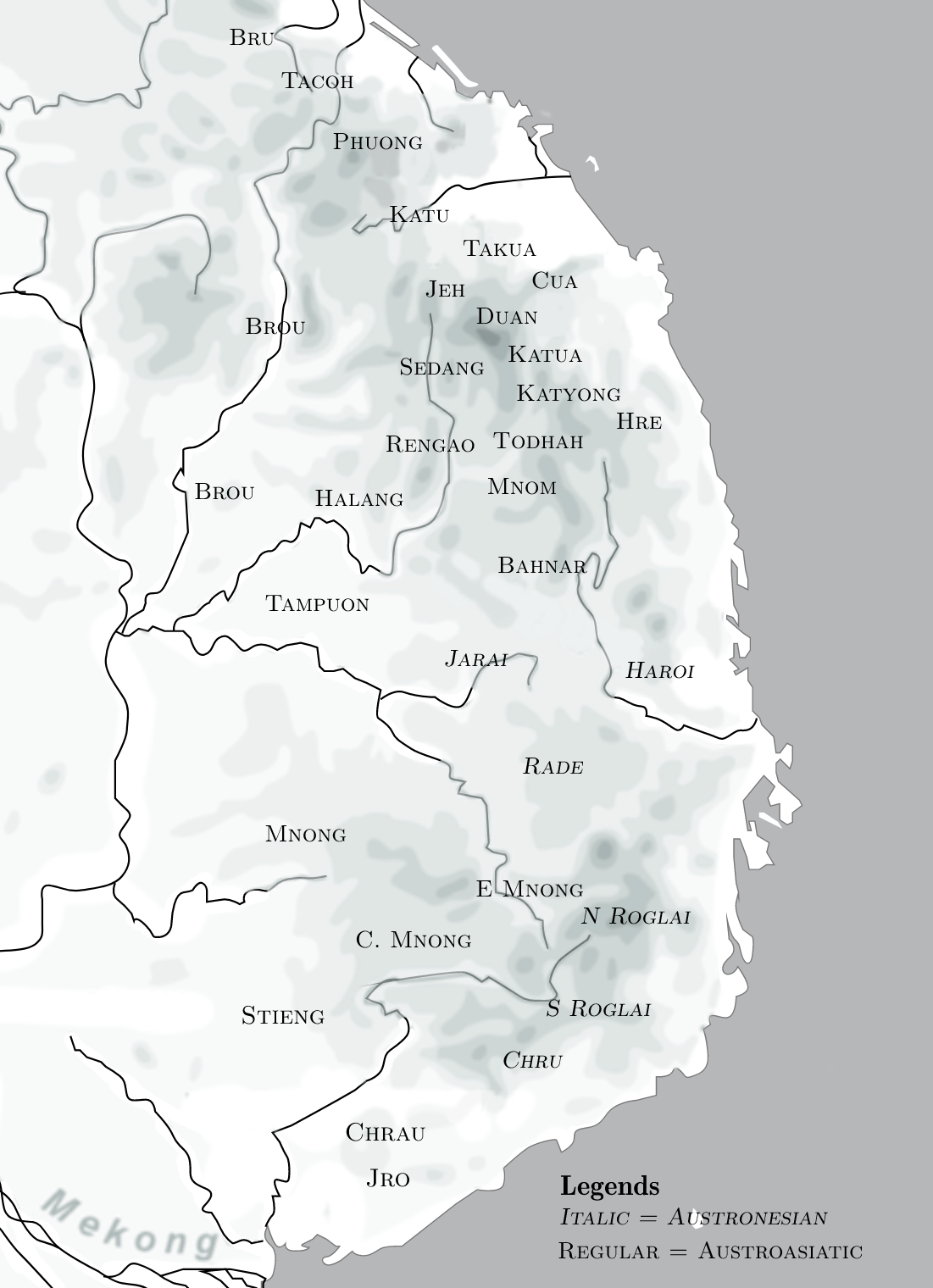
베트남 중부고원의 민족-언어집단 분포

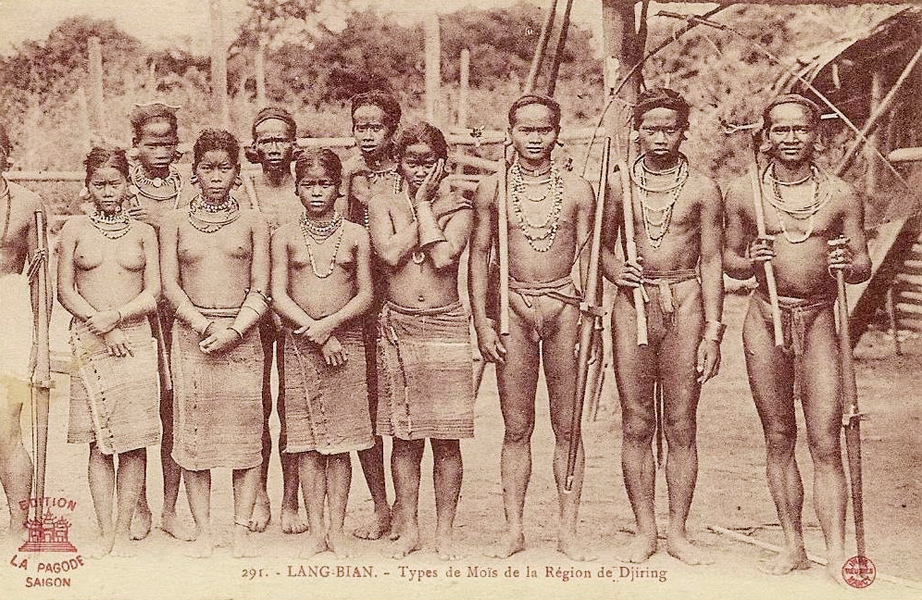
1900년대 초 럼동성의 한 몽타냐르족 마을 주민 사진

아래는 중부 고원과 주변 지역에 사는 베트남에서 공인된 민족의 목록이다. 총 인구는 약 225만 명이며, 오스트로아시아어족 계통의 카투어파와 바나어파 언어를 쓰는 집단과 참어군의 언어를 쓰는 집단이 있다.
- 카투어파 화자 집단:
  - 브루족(Bru)
  - 카투족(Katu)
  - 따오이족(Tà Ôi)

- 바나어파 화자 집단:
  - 브라우족(Brau)
  - 꼬족(Cor, Co)
  - 써당족(Xo Dang, Sedang)
  - 흐레족(H're)
  - 러맘족(Rơ Măm)
  - 바나족(Bahnar, Ba-Na)
  - 제찌엥족(Jeh-Tariang, Giẻ Triêng)
  - 쯔로족(Chơ Ro)
  - 꺼호족(Koho, Cơ Ho)
  - 마족(Mạ)
  - 스띠엥족(Stieng)
  - 므농족(Mnong)

- 참어군 화자 집단:
  - 참족(Cham)
  - 추루족(Churu)
  - 라데족(Rade, Êđê)
  - 자라이족(Jarai)
  - 라글라이족(Raglai)

## 역사

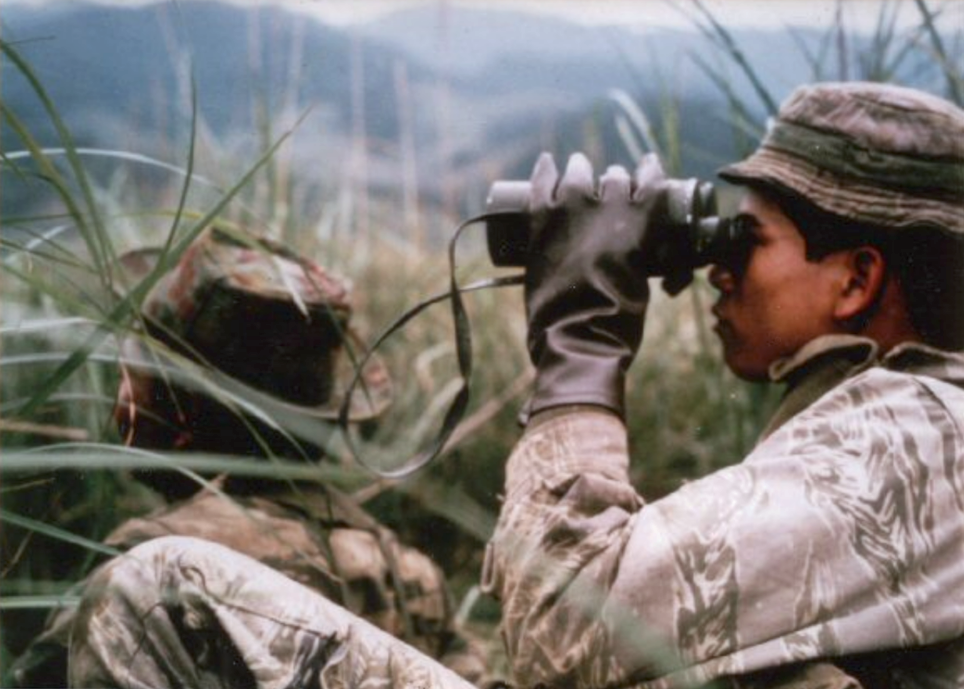
1968년 3월, 미군 제1기병사단 소속으로 장거리 정찰 활동을 하는 몽타냐르족 병사

이들은 역사적으로 베트남인과 다른 정체성을 가졌고 대개 기독교도의 비율이 높았다. 베트남 독립 이후 다수 민족인 베트남인이 정치적 주도권을 잡으며 이들은 자치성을 잃어가기 시작했다. 응오딘지엠 정부와의 토지 분쟁에도 불구하고 베트남 전쟁 중 고원 지대의 전략적 중요성에 의해 남베트남과 미국 당국은 이들을 적극적으로 포섭하여 많은 몽타냐르 반공 게릴라가 양성되었다. 1967년에는 베트콩이 이들의 남베트남과의 협력에 대한 보복으로 몽타냐르 마을에서 252명을 학살하는 닥선 학살(Đắk Sơn) 사건이 일어나기도 했다. 일부 몽타냐르족은 남북 베트남 모두에 반대하는 FULRO 등 분리주의 단체를 결성하여 80년대까지 무장 투쟁을 지속했다.
베트남 통일 이후 공산당 정부는 몽타냐르의 자치권을 인정하지 않았고, 곧 중부 고원 지대에 베트남인(킨족)에 의한 식민화가 재개되었다. 이 지역의 베트남인 인구는 1975년 50만 명에서 오늘날 400만까지 늘어나 토착민보다 많다. 도이머이 이후에도 커피나 보크사이트 등 귀금속에 대한 수요가 베트남인 정착민들의 식민화를 가속하였고, 많은 몽타냐르는 토지를 몰수당하고 도시나 베트남인 소유 농장에서 노동하는 빈곤층으로 전락하였다. 2001년 이래 인접한 캄보디아로 1천 명 이상의 몽타냐르 난민이 유입되었다.

## 같이 보기
- 크메르 러
- 라데족
- 베트남의 민족